# سلیم زانوسرخ

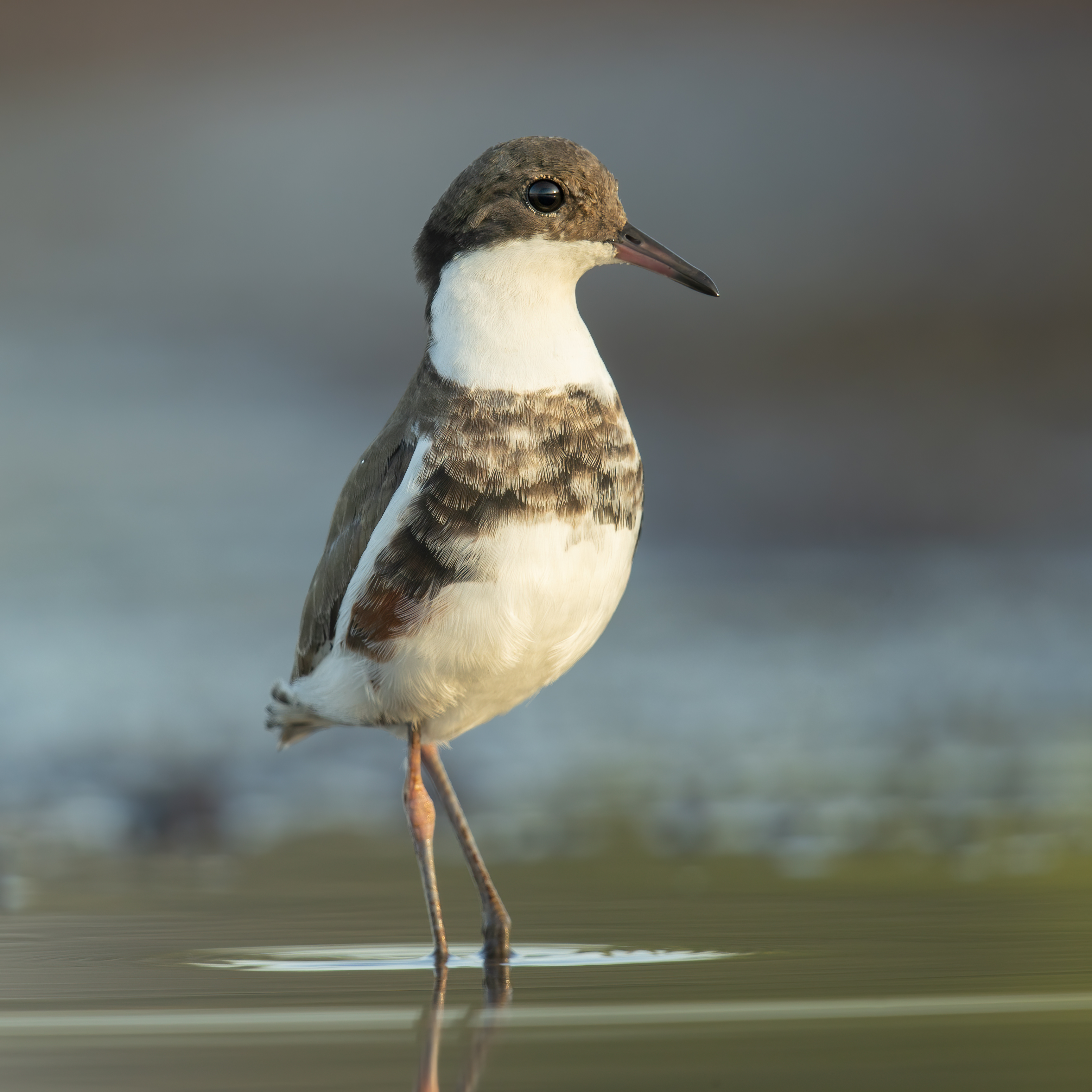
پرنده نابالغ در حال پرریزی پس از نوجوانی

سلیم زانوسرخ (نام علمی: Erythrogonys cinctus)، یک گونه از سلیم‌ها در یک سرده تک‌نماد در زیرخانوادهٔ خروس‌کلیان است. غالباً گروهی است و حتی در هنگام آشیانه‌سازی با سایر همنوعان خود و گونه‌های مختلف ارتباط برقرار می‌کند. سرگردان و گاه فورانی است.
سلیم زانوسرخ بومی سرزمین اصلی استرالیا، پاپوآ گینه نو و اندونزی است و به صورت سرگردان در تاسمانی، پالائو و نیوزیلند وجود داشته‌است.